# Oxira eriensis
Oxira eriensis är en fjärilsart som beskrevs av Augustus Radcliffe Grote 1878. Oxira eriensis ingår i släktet Oxira och familjen nattflyn. Inga underarter finns listade i Catalogue of Life.